# Lotus incanus
Lotus incanus là một loài thuộc họ Đậu có tên thông dụng là woolly bird's-foot trefoil. Nó là loài đặc hữu của Sierra Nevada of California.